# J.I.D
Destin Choice Route (Atlanta, Georgia; 31 de octubre de 1989), más conocido por su seudónimo J.I.D, es un rapero, cantante y compositor estadounidense. Forma parte del colectivo musical Spillage Village, fundado junto al dúo EarthGang en 2010, con Hollywood JB, JordxnBryant, 6LACK, entre otros. Desde inicios de 2017, ha estado firmado al sello Dreamville Records de J. Cole, bajo la imprenta de Interscope. Previo a esto, había obtenido reconocimiento por sus proyectos independientes como Route of Evil (2012) y Para Tu (2013). 
Su álbum debut, The Never Story, fue publicado el 10 de marzo de 2017 con los elogios de la crítica e incluyó el sencillo "Never". Lanzó su segundo álbum DiCaprio 2 el 26 de noviembre de 2018, con comentarios positivos y elogios de la crítica. En 2021, colaboró con la banda Imagine Dragons para la canción «Enemy», que se convirtió en su primer éxito comercial, alcanzando el puesto nro. 5 en el Billboard Hot 100. El 26 de agosto de 2022 lanzó su tercer álbum The Forever Story que consiguió críticas muy positivas, considerandose uno de los mejores álbumes del año y donde se vio el crecimiento musical y lírico del rapero.

## Inicios
Destin Choice Route nació el 31 de octubre de 1989 en Atlanta, Georgia. El más joven de siete hermanos, adoptó el apodo J.I.D de su abuela, por su comportamiento "nervioso". Route creció escuchando a Sly y The Family Stone y Earth, Wind & Fire antes de cambiar a la escena hip hop del Nueva York de los noventa  y raperos como Jay-Z, Nas y Mobb Deep. En el instituto, jugaba al fútbol americano como defensa central, y también era corredor de pista. La Hampton University le ofreció una beca de fútbol.  Con el tiempo, J.I.D se mudó con Doctur Dot y Johnny Venus de EarthGang  a quiénes conoció en el tiempo que estuvo en Virginia.

## Carrera musical

### 2010–16: principios de carrera
J.I.D publicó su primer mixtape Cakewalk el 18 de mayo de 2010. A principios de año, formó Spillage Village con Earthgang, Hollywood JB, y JordxnBryant. Publicó su segundo mixtape, Route of Evil, el 25 de junio de 2012, con características de huésped de EarthGang y Stillz. Route financió su carrera musical con trabajos en centros de llamadas y entregando pizza antes de  conseguir que empezaran a contratarlo para espectáculos en vivo locales. El 22 de octubre de 2013, su siguiente mixtape  titulado Para Tu fue publicado. El mixtape fue republicado el 29 de diciembre de 2017.
En 2014, con EarthGang y Bas en Ab-Soul's These Days Tour, siguiendo el lanzamiento del primer proyecto de colaboración de Spillage Village, Bears Like This. El 26 de enero de 2015,  su primer álbum extendido DiCaprio EP. El 6 de julio, Spillage Village, publicó su segundo proyecto de colaboración Bears Like This Too. Él también se fue de gira con Omen en Elephant Eyes Tour  y Bas en Too High to Riot Tour. El 2 de diciembre de 2016, Spillage Village lanzó Bears Like This Too Much con características de J. Cole y Bas, y producción de Mac Miller, Ducko Mcfli, Childish Major y J. Cole entre otros.

## Discografía
Álbumes de estudio
- 2017: The Never Story
- 2018: DiCaprio 2
- 2022: The Forever Story
- TBA: Forever & A Day
- 2025: God Does Like Ugly